# Zawaliska
Zawaliska (756 m n.p.m.) lub Zwaliska – szczyt w środkowej części Pasma Pewelskiego, znajdujący się w nim pomiędzy Gracówką Bigosami (Bigoską). W regionalizacji fizycznogeograficznej Polski według Jerzego Kondrackiego zaliczany jest do Beskidu Makowskiego, w nowszej regionalizacji z 2018 roku do Pasm Pewelsko-Krzeszowskich.
Nazwa Zwaliska pojawiła się na mapach austriackich i później polskich, taką nazwę podaje również mapa Compassu, mapa Geoportalu bazująca na Państwowym rejestrze nazw geograficznych podaje nazwę Zawaliska.
Wierzchołek Zawalisk jest porośnięty około 100-letnim lasem świerkowo-jodłowym. Zachodnie zbocza należą do miejscowości Pewel Ślemieńska, natomiast wschodnie do miejscowości Pewel Wielka (obydwie w województwie śląskim, powiecie żywieckim). Oba zbocza opadają do dolin dwóch różnych potoków o nazwie Pewlica; południowo-wschodnie do Pewlicy Jeleśniańskiej, północno-zachodnie do Pewlicy Pewelskiej. Częściowo bezleśny jest grzbiet południowo-wschodni, dzięki temu rozciąga się z niego panorama widokowa w tym kierunku. Szlak turystyczny obchodzi wierzchołek Zawaliska po wschodniej stronie.

## Szlak turystyczny
Jeleśnia – Janikowa Grapa – Beskid – Madeje – Garlejów Groń – Gracówka – Zawaliska – Bigosy – Bąków – Ubocz – Baków Groń (Gachowizna). Czas przejścia: 2:30 h, ↓ 2:10 h

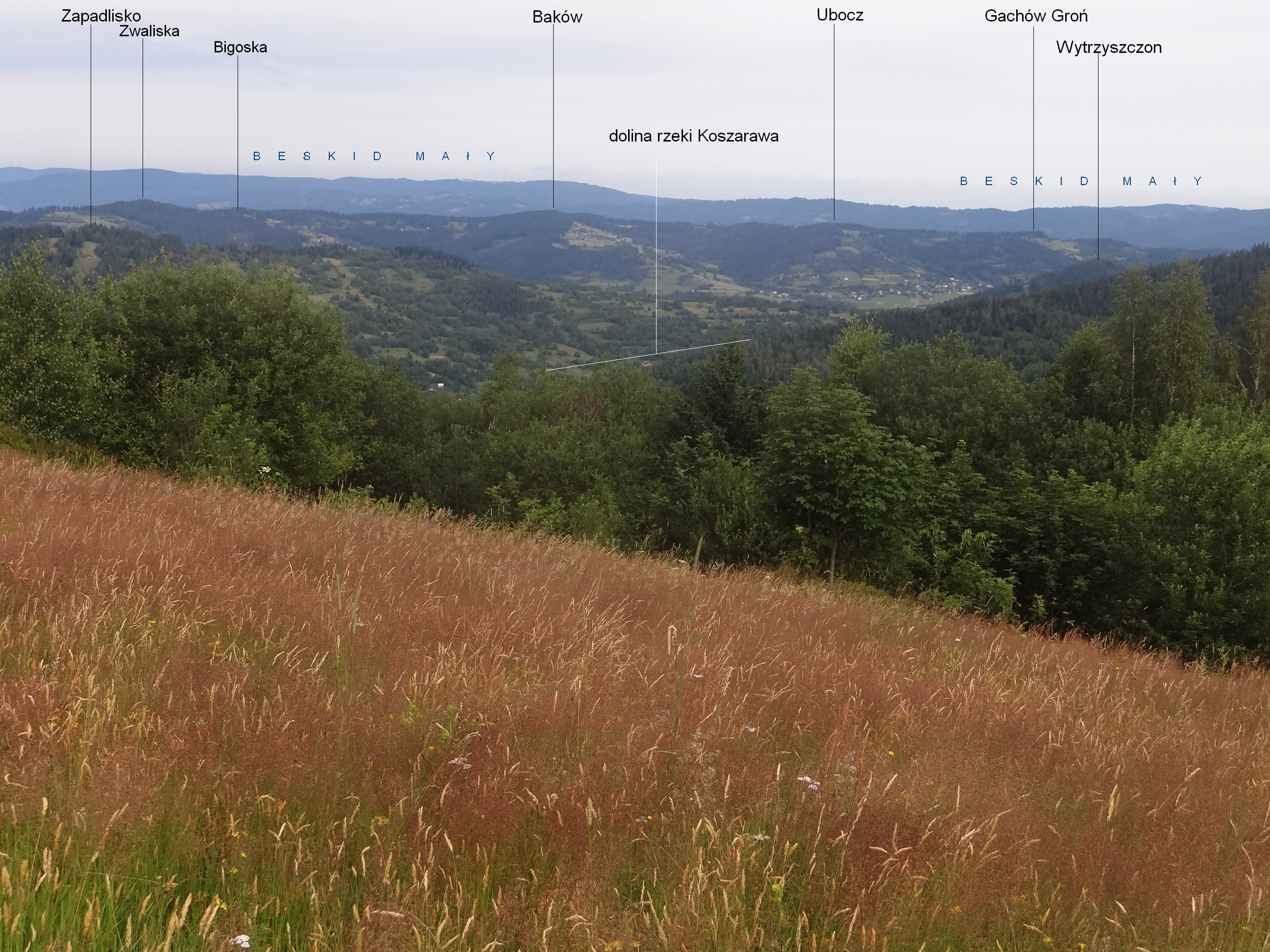
Widok z Kalikowego Gronia